# Цветана Манева
Цветана Георгієва Манева — (нар.. 30 січня 1944, Пловдив, Болгарія) — болгарська театральна та кіноакторка, професор, голова Спілки художників Болгарії з 1986 по 1989 роки. Почесний професор Нового болгарського університету (2003).

## Біографія
Цветана Манева народилася 30 січня 1944 року в сім'ї відомого пловдивського драматичного актора Георгія Манева.
У 1966 році закінчила клас акторського мистецтва у класі професора Мойше Беніша Національної академії театрального і кіномистецтва.
Дебютував у ролі Еболі (Дон Карлос — Ф. Шиллер) (1967) у пловдивському Драматичному театрі, де грала до 1979 року. Потім перейшла до трупи Театрі «Сльози та сміху» (Театър „Сълза и смях“), де грала на сцені до 1991 року. Крім того виступала в драматичному театрі «MASALITINOV» у Пловдиві, драматичному театрі «Невена Коканова» в Ямболі і муніципальному театрі «Апостол Карамітів» у Димитровграді — у 1992—1993 роках, а також в 1993—1999 роках.
Вона також виступала у театрі Сфумато та Молодіжному театрі імені Миколи Бінева.

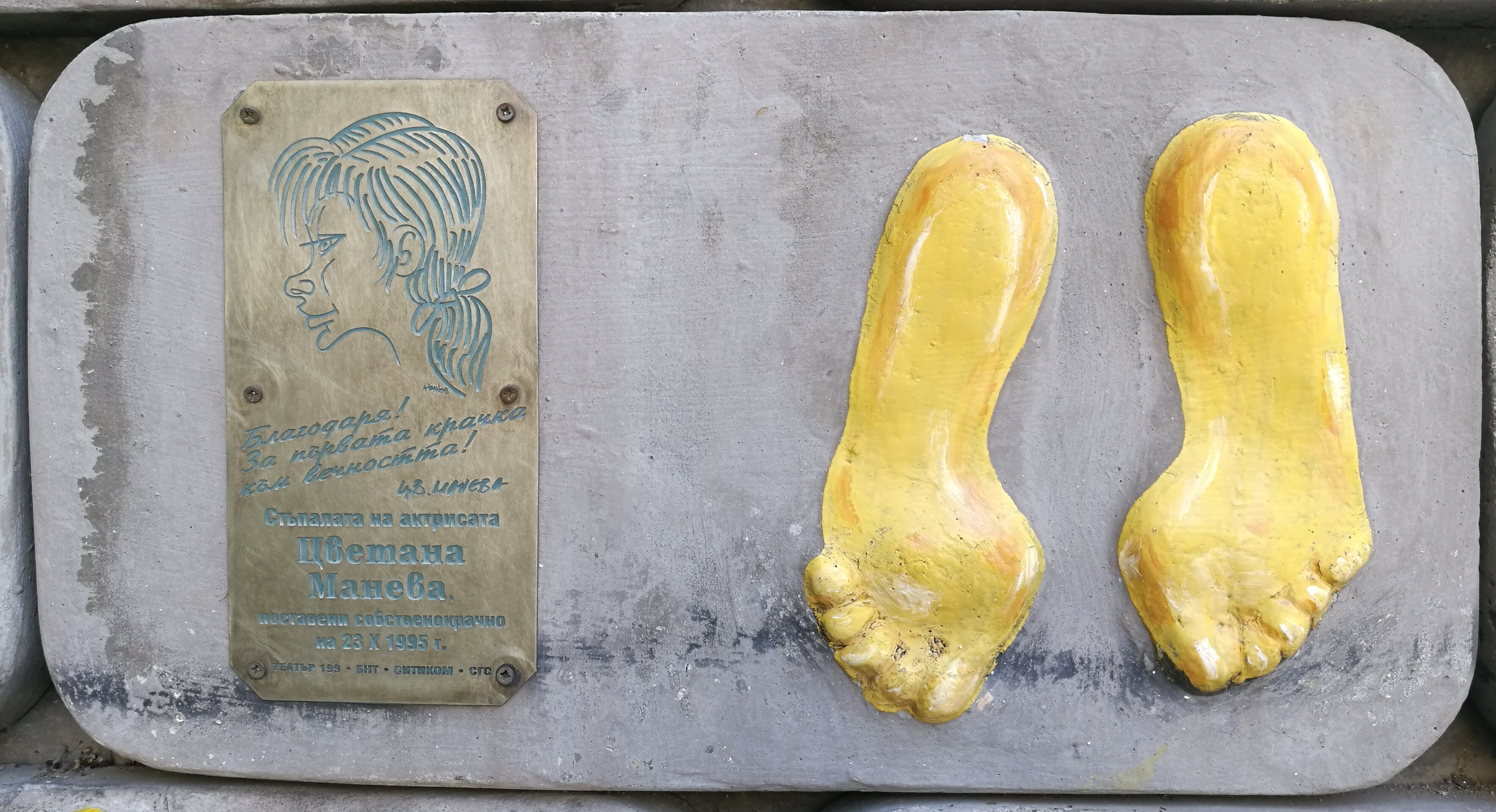
Стіна слави перед Театром 199 — панно з віттисками ступнів, повідомленнями та шаржом Цветани Маневої.

На Стіні слави перед Театром 199 є панно з її відбитками.
член Союзу Болгарських кіномитців (1974), перший віце-президент (1982), президент (1986—1987) Спілки болгарських художників (UAB).
лектор акторської майстерності в першій приватній театральній школі «Любен Гройс» при Новому болгарському університеті (1993—1995).
член Британського товариства В. Шекспіра.
художній керівник театрального видання Варненського міжнародного літнього фестивалю.
У неї багато ролей у театрі: у п'єсах Евріпіда, В. Шекспіра, Мольєра, Г. Ібсена, Й. Йовкова, А. Стріндберга та іншими. Цветана Манева більш відома своїми ролями в кіно: вона зіграла у понад 50 болгарських фільмах.
До 1989 року Манева була депутатом Національних зборів 7-9-х каденцій. Обиралась членом пленуму комітету з питань культури. Також Цветана Манева входила до ради директорів спілки кінорежисерів. У 1982 році було присвоєно звання «народного артиста».
Манева також обиралася два строки поспіль кандидатом у члени ЦК Болгарської комуністичної партії (БКП) — на XII та XIII з'їздах партії.
У 2004 році Цветана Манева отримала орден «Стара планина» за великі досягнення у розвиток болгарського театру і кіно. Того ж року, до 60 — річчя Маневі було присвоєно звання почесного громадянина міста Пловдива.
У 2018 році брав участь у зйомках відеокліпу Азіса.

## Нагороди та відзнаки
- Заслужений артист (1975).
- Народний артист (1982).
- «Награда за женска роля» за роль Катето у фільмі Жорстке кохання (Варна, 1974).
- «Награда за женска роля» Спілки болгарських художників (UAB) за роль Нори.
- Орден «Стара планина» за великі досягнення у розвиток болгарського театру і кіно Болгарії та з нагоди 60-річчя від дня народження (2004).
- Почесна громадянка Софії (2004)[7].
- Почесний громадянин міста Пловдива (2004).
- нагорода «Аскеера» (укр. — «Запит»).
- Премія Ікара Спілки художників Болгарії «За поддържаща женска роля»: за роль Клітемнестри в «Електрі», Софійський театр

## Театральні ролі
- Ебола в «Дон Карлос» Фрідріха Шиллера
- Суперечливі сцени 81 року Едварда Радзінського
- Смерть і дівчина Аріеля Дорфмана
- персонаж у «Монологах вагіни» Ів Енслер
- «…І людина стала живою душею» Девіда Хезера
- «КОКО» Сани Домазет
- Oz People Яни Борисової
- Опера «Три штрафи» Бертольда Брехта
- Три сестри Антона Чехова
- Джульєтта в «Ромео і Джульєтта» Вільяма Шекспіра
- Албена в «Албені» Йордана Йовкова
- Сима у «В дорозі» В. Розова
- Нора в «Норі» автор Генріка Ібсена
- Фру Алвінг у «Привидах» Генріка Ібсена
- Селімена в «Мізантропі» Мольєра
- Джулія у «Вероніці» Вільяма Шекспіра
- Беатріче у «Багато чого про ніщо» Вільяма Шекспіра.
- Калуш у «Василі для Драгинки» Костянтина Ільєва
- Мариця Ангелова в «Жовтні без тебе» Костянтина Ілєєва
- жінка в «Нірвані» Костянтина Ілєєва
- Медея в Медеї Евріпіда
- Міс Джулія у «Пані Джулії» Августа Стріндберга
- Вірджинія Вулф у «Хто боїться Вірджинії Вулф» Едварда Олбі
- Бланш у "Трамваї «Бажання» Теннессі Вільямса
- Антигона в «Антигоні» Жана Ануя
- Бабуся Велика в «Падінні Ікара»
- Бабуся Велика у «Божевільній траві» Йордана Радічкова
- няня Марина в «Дяді Вані» Антона Чехова
- жінка в «Січні» Йордана Радичкова
- Мод у «Гарольд та Мод» Коліна Хіггінса
- Султан у «Преспанських дзвонах» Димитра Талева
- Бернарда Альба в «Домі Бернарди Альби» Федеріко Гарсія Лорка

Телетеатр
- 1989 — Трек (Володимир Арро) — Неллі
- 1988 — «Насіння» (Димитар Начев)
- 1988 — Привиди (Генрік Ібсен), дві частини
- 1987 — Двоє на колисці (Вільям Гібсон) — балерина Гітлера
- 1986 — Під тривожними вершинами (Драгомир Асенов)
- 1985 — Об'єднання (Пелін Пелінов), три частини
- 1985 — Слухач чергового слухає (Борис Тажнєв)
- 1985 — Процес Стамболійського (Пелін Пелінов), дві частини
- 1984 — Дзвони (Геннадій Мамлін)
- 1982 — «Казка про хана Аспаруха», «Князь Слав та священик Терес» (Антон Дончев), шість частин
- 1980 — Жінка, що перетинає перехрестя (Антон Антонов-Тонік)
- 1977 — Шари (Петро Коловський)
- 1966 — День весілля (Віктор Розов)

## Ролі у кіно
|                  | Фільми та серіали                                       | Кількість серій | Виробник                       | Роль                                             |
| ---------------- | ------------------------------------------------------- | --------------- | ------------------------------ | ------------------------------------------------ |
| 2018             | Шановні спадкоємці                                      | 180             | Болгарія                       | Бабуся Зло                                       |
| 2014             | Досієто Петров                                          |                 | Болгарія / Франція             | Марія Марія                                      |
| 2013 — 2014 роки | Сім'я                                                   | 39              |                                | Рені Ковачова                                    |
| 2011 — 2016      | Під прикриттям                                          | 60              |                                | Андонові кольори                                 |
| 2010             | За лаштунками                                           |                 |                                | мати Діани                                       |
| 2004             | Єдину історію кохання Хемінгуей не описав               |                 |                                |                                                  |
| 2004             | Посипання                                               |                 |                                | Матері                                           |
| 2003             | Одна калорійність ніжності                              | 2 частини       |                                | Стара                                            |
| 2002             | Лист бланшований                                        |                 |                                | Тітка Гічко                                      |
| 2001             | Життя щурів                                             |                 | Болгарія / Македонія           | батькова подруга                                 |
| 2001             | Versensethorix — ( Vercingétorix ) Друїди — (дві назви) |                 | Франція / Канада / Бельгія     | мати Версенскорекса                              |
| 1997             | Мисливська сумка — ( Il carniere )                      |                 |                                |                                                  |
| 1996             | Платне милосердя                                        |                 |                                | маркіза                                          |
| 1996             | Дон Кіхот повертається — ( Дон Кіхот повертається )     | 2 частини       | Росія / Болгарія               | Дон Тереза                                       |
| 1996             | Нечиста кров — ( Нечиста кров )                         |                 | ФР Югославія                   | Мати Софки                                       |
| 1995             | Котиться каміння                                        |                 | Болгарія / Франція             | Мері                                             |
| 1991             | Ремінці для вагітних — ( Les caquets de l'accouchée )   |                 | Франція                        |                                                  |
| 1989             | Шлюбні жарти                                            | 6 серій         |                                | дружина доцента Стефанова (у романі «Порятунок») |
| 1987             | Вночі на дахах                                          | 2               |                                | журналістка Діана Пеєва                          |
| 1987             | Мрійники                                                |                 |                                | Вела Благоєва                                    |
| 1987             | Непотрібний антракт                                     |                 |                                | Благовеста Радева                                |
| 1986             | Поема                                                   |                 | Спокій                         |                                                  |
| 1985             | Викрадення — ( Porwanie )                               |                 | Польща / Болгарія              | Мати Цветанки                                    |
| 1985             | Не гнівайся людино                                      |                 |                                | Мати                                             |
| 1985             | Забудь про цю справу                                    |                 |                                | Мері                                             |
| 1985             | Шукаю чоловіка для мами                                 |                 |                                | мати                                             |
| 1985             | Ян Бібіян                                               |                 |                                | мати Яна Бібіяна                                 |
| 1984             | Мрія — це я…                                            |                 |                                |                                                  |
| 1984             | Оскільки я чекаю на тебе                                |                 |                                | Сестра Ніколова                                  |
| 1984             | Небезпечне заклинання                                   |                 |                                | інспекторка Ватєва                               |
| 1984             | Спадкоємиця                                             |                 |                                | Чудовий, слідчий                                 |
| 1984             | Шукаю…                                                  |                 |                                | Мілкана                                          |
| 1984             | 1913 П. К. Яворов                                       |                 |                                | Шахта                                            |
| 1984             | Скриня Пандори                                          |                 |                                | слідчий                                          |
| 1983             | Чорно-білі                                              |                 |                                | Жан                                              |
| 1983             | За трійку…?!                                            |                 |                                | Нестор                                           |
| 1982             | Можна переглянути                                       | 4               |                                | Василена Василева                                |
| 1982             | Під одним небом — ( Під одним небом )                   |                 | СРСР / Болгарія                | Мері                                             |
| 1981             | Міра за мірою                                           | 7               |                                | Туша, Бела-Іца                                   |
| 1981             | Міра за мірою                                           | 3               |                                | Туша, Бела-Іца                                   |
| 1981             | Милосердя над живими                                    |                 |                                | лікарка Філіпова                                 |
| 1980             | Дами запрошують                                         |                 |                                | Пехліванова                                      |
| 1980             | Людина повітря                                          |                 |                                |                                                  |
| 1980             | Нічне бдіння                                            |                 |                                | Солодка                                          |
| 1979             | Дорога до Софії — ( Дорога до Софії )                   | 5               | СРСР / Болгарія                |                                                  |
| 1978             | Війна їжачка                                            | 5               |                                | однокласниця, товаришка Добрева                  |
| 1978             |                                                         |                 |                                | Королева                                         |
| 1982             | Четвертий вимір                                         | 6               |                                | Світла Божкова, скульптор                        |
| 1977             | Басейн                                                  |                 |                                | Дора                                             |
| 1977             | Хірурги                                                 |                 |                                | Панова                                           |
| 1977             | Горіти до блиску                                        | 7               | Болгарія / Італія / СРСР / НДР | Віра                                             |
| 1976             | Вина                                                    |                 |                                | Сніг Харієва                                     |
| 1976             | Їли яблуко                                              |                 |                                | Мері                                             |
| 1975             | Бун                                                     |                 |                                | вчителька                                        |
| 1975             | Початок дня                                             |                 |                                | Мері                                             |
| 1975             | Весілля Джоан Ассен                                     | 2               |                                | Ганна                                            |
| 1974             | Останній холостяк                                       |                 |                                | Йорданія                                         |
| 1974             | Синя лампа                                              | 10              |                                | Джина в (5-й серії Танго з Фанні)                |
| 1974             | Важка любов                                             |                 |                                | Катерина Наумова                                 |
| 1973             | Іван Кондарев                                           | 2               |                                | Душа                                             |
| 1972             | Велика нудьга                                           |                 |                                | Благодать                                        |
| 1973             | Останнє слово                                           |                 |                                | вчителька                                        |
| 1972             | Третя після сонця                                       | 2               |                                | Лія (у новелі «Мій перший день»)                 |
| 1972             |                                                         |                 |                                | дівчина                                          |
| 1968             | Шведські королі                                         |                 |                                | Дружина Благо                                    |
| 1967             | Найдовша ніч                                            |                 |                                | секретарка німців                                |
| 1963             | Калоян                                                  |                 |                                | Дениця                                           |
| 1962             | Зелене чудовисько — ( Das grüne Ungeheuer )             |                 | НДР                            | Кубинка (у 1-й серії «Erste Folge»)              |

- Відкрита репетиція (2005) — реж. Светослав Овчаров (документальний фільм)